# Jean-Serge Essous
Jean-Serge Essous, né à Brazzaville (Congo français) le 15 janvier 1935 et mort dans cette ville le 25 novembre 2009, est un jazzman, saxophoniste et clarinettiste, congolais.

## Biographie
Jean-Serge Essous est cofondateur des formations de jazz Afrika Team à Paris, Les Bantous de la capitale à Brazzaville, d'OK Jazz et Orchestre Rock a Mambo.